# Крафт, Роберт
Роберт Лоусон Крафт (англ. Robert Lawson Craft; 20 октября 1923, Кингстон — 10 ноября 2015, Галф-Стрим) — американский дирижёр и музыкальный критик. Крупнейший биограф И.Ф. Стравинского.

## Биография
Окончил Джульярдскую школу, также учился в Тэнглвудском музыкальном центре, брал уроки у Пьера Монтё. Интересовался творчеством Монтеверди и Шютца, композиторами новой венской школы. В 1948 году познакомился со И.Ф. Стравинским, стал его преданным биографом и активным пропагандистом его творчества. Дирижировал сочинениями Стравинского, в том числе руководил премьерами поздних его сочинений «Памяти Дилана Томаса» (1954, Лос-Анджелес), «Вариации памяти Олдоса Хаксли» (1965) и Реквиема (1966, Принстон), неоднократно издавал собственные интервью с композитором и его эпистолярию (сам перевёл русские письма), написал монографию о Стравинском, а также несколько книг мемуаров о Стравинском и других деятелях искусства, с которыми был знаком. Вскоре после смерти Стравинского Крафт женился на медсестре композитора Рите Кристиансен, но брак долго не продлился. Сын от этого брака Александр. Его вторая жена Альва Селауро Минофф, певица и актриса; два пасынка, Эдвард Минофф и Мелисса Минофф, четверо внуков.
Крафт умер 10 ноября 2015 года в своем доме в Гольфстриме, Флорида.

## Творческая деятельность
Работал с симфоническими оркестрами США, Канады, Европы, Латинской Америки, Австралии, Японии, Кореи. Первым среди американских дирижёров исполнил оперы Альбана Берга «Воццек» и «Лулу». Дирижировал произведениями Баха, Шёнберга, Вареза и др. Впервые издал в грамзаписи полное собрание сочинений А.Веберна (записи 1957). Активно пропагандировал музыку XVI — XVII веков, способствовал возрождению общественного интереса в США к музыке К.Монтеверди («Вечерня Девы Марии», 1967) и К.Джезуальдо (мадригалы и мотеты, 1961). В 1991-2011 под руководством Крафта на лейбле «Наксос» выходило собрание сочинений Стравинского (всего 12 «томов»); в 1996 впервые записал первоначальную авторскую версию «Жар-птицы» (1910; с лондонским оркестром «Филармония»).

## Признание
Дважды получал Grand Prix du Disque (Франция). Лауреат премии Эдисона (Нидерланды).

## Книги
- Prejudices in disguise. New York, 1974
- (соавтор: Vera Stravinsky) Stravinsky in photographs and documents. London, 1976
- Current convictions: views and reviews. New York, 1977
- Present perspectives. New York, 1984
- Stravinsky: Glimpses of a life. New York, 1992

### Мемуары
- Stravinsky: Chronicle of a friendship. Nashville, 1994
- An improbable life: memoirs. Nashville, 2002
- Down a path of wonder. [s.l.], 2006